# Bierleux
Bierleux est un hameau belge de la Région wallonne situé en province de Liège dans la commune de Stoumont.
Avant la fusion des communes, ce hameau faisait partie de la commune de Chevron.

## Situation
Ce hameau ardennais se situe sur la rive gauche et le versant occidental de la Lienne. Alors que la N.645 suit la vallée de cette rivière, une petite route campagnarde s'élève progressivement vers le nord depuis le moulin de Rahier à travers les prairies puis redescend pour rejoindre la vallée et la route nationale.

## Description
Bierleux compte plusieurs importantes exploitations agricoles. Certaines, plus anciennes, sont bâties en pierres du pays (schiste) et parfois chaulées. D'autres, plus modernes, sont formées d'importants hangars. Le hameau se divise en Bierleux-Bas (au sud) et Bierleux-Haut (au nord).